# Pteromalus varians
Pteromalus varians är en stekelart som först beskrevs av Maximilian Spinola 1808.  Pteromalus varians ingår i släktet Pteromalus och familjen puppglanssteklar. Arten är reproducerande i Sverige. Inga underarter finns listade i Catalogue of Life.